# 윤천주
윤천주(尹天柱, 1921년 7월 8일 ~ 2001년 9월 8일)는 대한민국의 교육인, 정치인이다. 종교는 천주교이며, 세례명은 토마스 아퀴나스이다. 제7대 국회의원, 제15대 문교부 장관을 지냈다.
1975년에는 제13대 서울대학교 총장으로 부임하였다.

## 학력
- 동래고등보통학교 졸업
- 서울대학교 문리과대학 정치학과 학사
- 서울대학교 대학원 정치학과 정치학 석사
- 연세대학교 대학원 법학과 법학석사
- 고려대학교 대학원 법학과 법학박사

## 경력
- 고려대학교 정법대학 교수, 정법대학장
- 제13대 서울대학교 총장
- 부산대학교 총장
- 제15대 문교부 장관
- 대한민국의 제7대 국회의원 : 민주공화당(전국구 6번)

## 역대 선거 결과
| 실시년도 | 선거  | 대수 | 직책     | 선거구 | 정당       | 득표수      | 득표율         | 순위       | 당락 | 비고 |
| -------- | ----- | ---- | -------- | ------ | ---------- | ----------- | -------------- | ---------- | ---- | ---- |
| 1967년   | 총선  | 7대  | 국회의원 | 전국구 | 민주공화당 | 5,494,922표 | \| \| 50.6% \| | 전국구 6번 |      | 초선 |
|          | 50.6% |      |          |        |            |             |                |            |      |      |